# 茨城県道241号須田奥野谷線

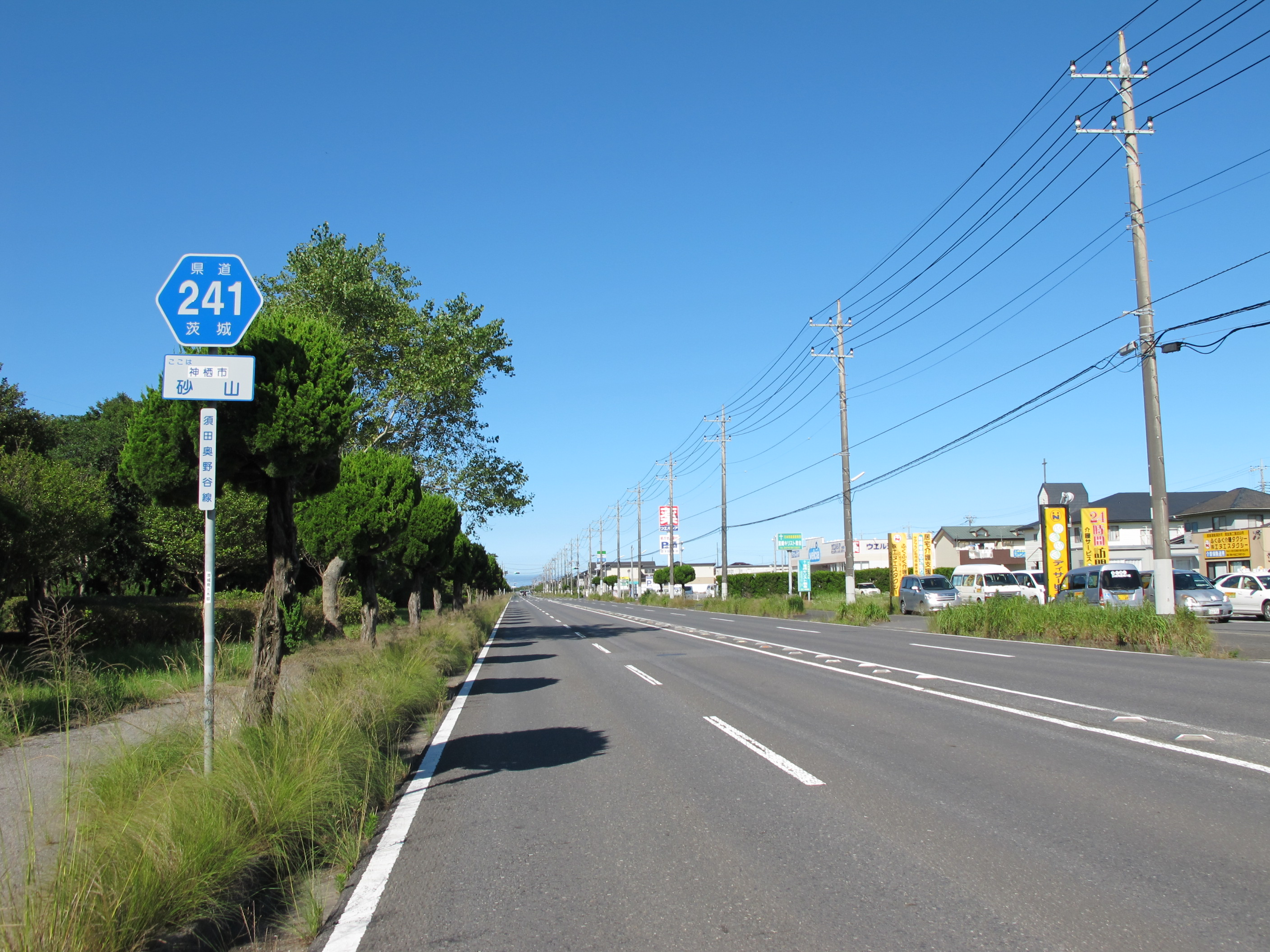
茨城県道241号須田奥野谷線
神栖市砂山（2014年6月）

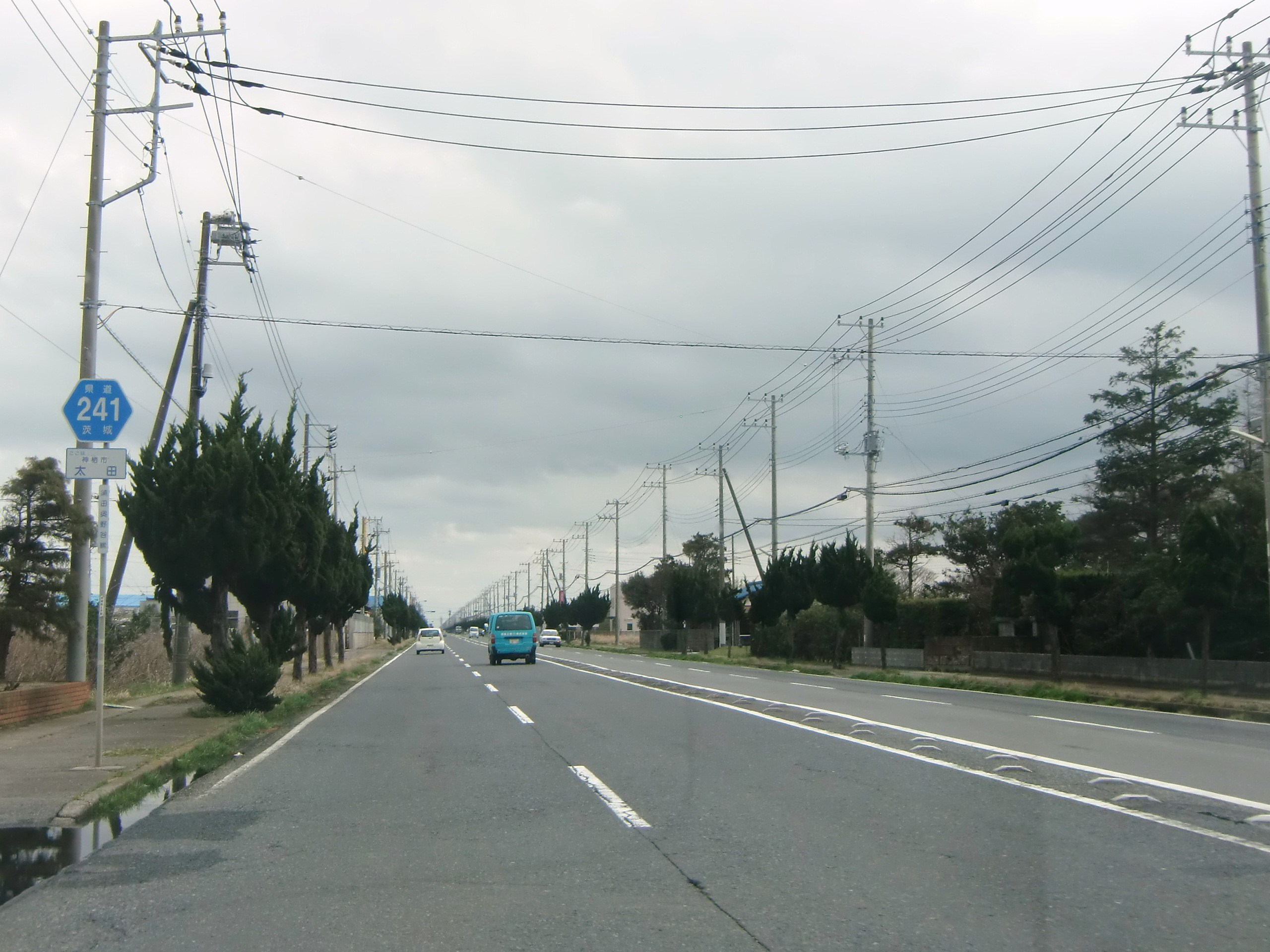
神栖市太田（2012年3月）

茨城県道241号須田奥野谷線（いばらきけんどう241ごう すだおくのやせん）は、茨城県神栖市内の一般県道である。

## 概要
鹿島臨海工業地帯の波崎工業団地から鹿島港方面へ向かう産業道路である。

### 路線データ
- 起点：茨城県神栖市須田（茨城県道117号深芝浜波崎線交点）
- 終点：茨城県神栖市奥野谷6613番17地先（茨城県道240号奥野谷知手線交点＝南共発西交差点）[1]
- 総延長：7.156 km[2]
- 重用延長：なし[2]
- 未供用延長：なし[2]
- 実延長：7.156 km[2]
- 自動車交通不能区間延長[注釈 1]：なし[2]

## 歴史
1974年（昭和49年）10月4日、茨城県は鹿島臨海工業地帯の波崎工業団地周辺の産業道路を整備するための新規県道路線として、起点を鹿島郡波崎町大字須田（現：神栖市須田）、終点を鹿島郡神栖町大字奥野谷（現：神栖市奥野谷）とする区間を県道須田奥野谷線として路線認定した。のちの1995年（平成7年）に茨城県道の路線再編が行われた際に、整理番号241に変更されて現在に至る。

### 年表
- 1974年（昭和49年）10月4日：都市計画街路が昇格し、県道須田奥野谷線（整理番号398）として路線認定される[3]。
- 1981年（昭和56年）12月21日：道路の区域（鹿島郡波崎町大字砂山 - 同郡神栖町大字奥野谷：延長7.1629km）が決定し、供用開始される[1]。
- 1995年（平成7年）3月30日：整理番号398から現在の番号（整理番号241）に変更される[4]。
- 1998年（平成10年）11月30日：神栖市砂山 - 同市奥野谷（終点）の区間を通行する車両の最大重量制限25トンの道路に指定[5]。
- 2019年（令和元年）7月31日：全線を、通行する車両の高さの最高限度4.1 mの道路、および国際コンテナ車[注釈 2]の重量・長さ上限を引き上げる道路に指定[6]。

## 路線状況
鹿島臨海工業地帯の産業道路であることから、交通のほとんどは通勤車両や物流関係の中・大型車が大部分を占める。全線4車線で最高速度制限は60 km/hである。また、神栖市砂山 - 同市奥野谷（終点）の区間は、通行する車両の総重量が最高限度25トン (t) の道路に指定されている。
道路法の規定に基づき、神栖市知手中央（南共発西交差点） - 同（神栖済生会病院）間は、緊急輸送道路として機能を維持するため、災害発生時の被害拡大防止を目的に道路用地内に電柱を建てることが制限されている。

## 地理
波崎工業団地の南・西側外周に沿って砂山交差点で曲がりL字に延びる道路である。沿線の工場や住宅地の風景を見ることができる。

### 通過する自治体
- 神栖市

### 交差する道路
なし

### 周辺
- 鹿島港（神栖市奥野谷）
- 鹿島臨海鉄道鹿島臨港線（神栖市東和田）
  - 知手駅（旅客扱いはなし）
- 波崎工業団地（神栖市砂山）